# ویلی میلر (بازیکن فوتبال، زاده ۱۹۶۹)
ویلی میلر (انگلیسی: Willie Miller؛ زادهٔ ۱ نوامبر ۱۹۶۹) بازیکن فوتبال اهل اسکاتلند است.

## باشگاهی
از باشگاه‌هایی که در آن بازی کرده‌است می‌توان به باشگاه فوتبال رکسهام باشگاه فوتبال هیبرنین و باشگاه فوتبال داندی اشاره کرد.

## تیم ملی
وی همچنین در تیم ملی فوتبال زیر ۲۱ سال اسکاتلند بازی کرده‌است.